# Estación de Machado
Machado es una estación de las líneas 3 y 9 de Metrovalencia. Se inauguró el 5 de mayo de 1995, junto con el resto de estaciones de la línea 3 entre Rafelbuñol y Alameda. Se encuentra en el barrio de Benimaclet de Valencia.
Algunos servicios de la línea 7 hasta o procedentes de Torrente empiezan y finalizan servicio en esta estación.